# Tibellus nimbaensis
Tibellus nimbaensis är en spindelart som beskrevs av Van den Berg och Ansie S. Dippenaar-Schoeman 1994. Tibellus nimbaensis ingår i släktet Tibellus och familjen snabblöparspindlar.
Artens utbredningsområde är Guinea-Bissau. Inga underarter finns listade i Catalogue of Life.